# Jean Bellon
Jean Bellon is een personage uit de Vlaamse politieserie Zone Stad dat werd gespeeld door Jan Van Looveren.

## Seizoen 1
Jean Bellon is voor de mannen en is altijd opstap met zijn werkpartner en goede vriend Jean Verbeke.
Het team van Zone Stad noemt hen steeds de jeankes. Op het laatste van het seizoen leert Jean een man kennen, Rudy. Deze twee kunnen het goed met elkaar vinden en vormen een koppel.

## Seizoen 2
In aflevering 9 laat Jean weten dat Rudy hem ten huwelijk heeft gevraagd in Parijs en gaan trouwen.
De trouw gaat door bij de laatste aflevering.

## Seizoen 3
Nu Verbeke het team verlaten heeft, vormt Jean een team met Gwennie. De twee kunnen echter helemaal niet met elkaar opschieten, en dus beslist An dat Jean een nieuwe partner krijgt. Jean is in de wolken, totdat hij ziet wie zijn nieuwe partner wordt. Jimmy N'Tongo, een agent uit Zone Noord, die Afrikaans is.
In het begin loopt de samenwerking tussen Jean en Jimmy niet erg vlot, maar uiteindelijk worden de twee beste maatjes. Jean noemt Jimmy steevast de witte, terwijl Jimmy voortdurend grapjes maakt over Jeans geaardheid.
Jeans man Rudy vindt dat zijn echtgenoot dringend wat kilootjes kwijt mag, en zet hem dan ook op dieet. Jean voelt zich hier allesbehalve gemakkelijk bij.
Jean verlaat het team tussen seizoen 3 en seizoen 4.